# Florent Mbia
 (février 2019).
Si vous disposez d'ouvrages ou d'articles de référence ou si vous connaissez des sites web de qualité traitant du thème abordé ici, merci de compléter l'article en donnant les références utiles à sa vérifiabilité et en les liant à la section « Notes et références ».
Florent Mbia est un baryton camerounais né en 1976.

## Biographie
Très jeune, Florent Mbia évolue dans des chorales d’église notamment le Grand Chœur Classique de la cathédrale Notre-Dame-des-Victoires de Yaoundé.
En 2002, il entre à l’École Nationale de Musique et de Danse de Montreuil dans la classe de chant de Françoise Petro et il obtient le Premier Prix de Chant avec félicitations du jury en 2008.
Il participe également à des compétitions prestigieuses comme les concours Mirjam Helin (fi) d’Helsinki, Montserrat Caballé de Saragosse, Francisco Viñas de Barcelone, ou encore le Concours International de Chant de Strasbourg.
Grâce à ses multiples prix, Florent Mbia devient soliste du Centre Lyrique Clermont- Auvergne au cours de la saison 2010/2011. Il aborde également ses premiers rôles à l’opéra notamment : Orphée dans Orphée et Eurydice de Gluck, L’Instituteur dans Der Jasager de Kurt Weill, « Celui qui dit non », création de Jean Roudon, Papageno dans La Flûte enchantée de Mozart, Renato dans Le Bal masqué de Verdi, Big Bill Bug dans L’enfant aux cheveux bleus, création de Michel Zbar sous la direction d'Olivier Holt au Théâtre Berthelot de Montreuil, Le Notaire dans Don Pasquale de Donizetti, Don Giovanni et Don Alfonso dans un spectacle, à l’Ile d’Yeu, intitulé : « Mozart se déguise », mis en scène par Stephen Taylor. Il perfectionne parallèlement son art en participant aux masters class de grands noms comme José Cura, Thomas Moser, Teresa Berganza ou encore Janine Reiss, coach vocal et professeur de chant qui a eu à travailler avec Maria Callas et Luciano Pavarotti.
Dès 2013, en dehors du rôle de Norton dans La cambiale di matrimonio de Rossini mis en scène par Rachel Dufour, dans le cadre de la diffusion lyrique régionale en Auvergne, et le rôle de Capello dans I Capuleti e i Montecchi de Bellini, il aborde le rôle de Montano au côté de José Cura, au Festival International Santander. On le verra ensuite dans le rôle du deuxième compagnon de l’opéra Wozzeck d’Alban Berg à l’opéra d’Avignon, au Grand Théâtre de Reims, au Grand Théâtre de Rouen, à l’opéra de Limoges et à la Péniche Opéra. Il participe également à la création mondiale de l’opéra : L'Étranger de Vincent d’Indy aux côtés de Cassandre Berthon, Ludovic Tézier, Marius Brenciu (en), l’Association Opéra et l’Orchestre National de Montpellier Languedoc-Roussillon sous la direction de Lawrence Foster. Le CD de la captation live du dit concert est salué par la distinction Choc de Classica.
D’autres rôles issus de grandes œuvres comme Faust et Mireille de Charles Gounod, Carmen de Georges Bizet, La traviata, Hernani, Il trovatore, Rigoletto, et Falstaff de Giuseppe Verdi pour ne citer que ceux-là, font aussi partie de son répertoire. En dehors des opéras, l’oratorio occupe également une place de choix dans son répertoire. Il aborde régulièrement en concert des œuvres comme : Le Messie de Haendel, l’Oratorio de Noël de Bach, le Requiem de Fauré et Duruflé, le Requiem Allemand de Brahms, la Messe Solennelle de Sainte Cécile de Gounod, la Création et les Saisons de Haydn, la Petite messe solennelle de Rossini, sans oublier la Neuvième symphonie de Beethoven ou encore Carmina Burana de Carl Orff.
En avril 2019, il se produira à l'Opéra de Paris dans Lady Macbeth de Mtsensk.
Malgré une carrière internationale florissante, il donne chaque année depuis 2011, des concerts récitals dans son pays d’origine le Cameroun. Il participe également à la formation de jeunes chanteurs en donnant des masters class de chant pendant les sessions annuelles de formation de l’Association « Arbre à musique » créé par Raymond Mpende.

## Distinctions
Florent Mbia est lauréat de plusieurs grands concours de chant lyrique internationaux, notamment : le prix E.J Marshall du meilleur baryton au Concours International de Paris avec degré Honneur et le Premier Prix du Forum Lyrique Européen d’Arles en 2009. La même année, il est lauréat du Concours International de Chant de Clermont-Ferrand, puis Deuxième Prix d’Opéra au Concours international de chant de Béziers.

## Enregistrement
- Vincent d'Indy, L'Étranger, Orchestre National de Montpellier[5].